# Фанк, Уолли
Мэри Уоллес «Уолли» Фанк (англ. Wally Funk; родилась 1 февраля 1939) — американская астронавт, лётчица и посол доброй воли. Она была первой женщиной-следователем по безопасности полетов в Национальном совете по безопасности на транспорте, первой женщиной-инструктором по полётам в Форт-Силл, штат Оклахома, и первой женщиной — инспектором Федерального авиационного агентства, а также одним из участников Mercury 13. На данный момент является старейшей в истории космонавтики женщиной-участницей космического полёта (отправилась в космос в возрасте 82 лет).

## Ранний период жизни
Фанк родилась в Лас-Вегасе, штат Нью-Мексико, в 1939 году и выросла в Таосе, штат Нью-Мексико. Её родители владели магазином разнообразных товаров. В семье была коллекция произведений искусства от художников из художественной колонии Таос, поскольку художники обменивались произведениями искусства, чтобы выплатить свой долг в магазине.
В детстве Фанк увлекалась самолётами. Когда ей исполнился год, родители отвезли её в аэропорт недалеко от того места, где они жили в Нью-Мексико, и она подбежала близко к Douglas DC-3, одному из первых авиалайнеров. «Я подхожу к рулю и пытаюсь повернуть гайку», — говорит она. «Мать сказала: „Она собирается летать“» Она увлеклась механикой и строила модели самолётов и кораблей. К семи годам она мастерила самолётики из пробкового дерева. В девять лет у неё был первый урок полета.
Фанк также была опытной туристкой, проводя время, катаясь на велосипеде или лошади, катаясь на лыжах, охоте и рыбалке. В 14 лет она стала опытным стрелком, получив Премию выдающегося стрелка. Национальная стрелковая ассоциация отправила её невероятные результаты стрельбы президенту Дуайту Эйзенхауэру, и он написал ей ответ. В то же время она представляла юго-запад Соединенных Штатов как лучшая лыжница по слалому и скоростному спуску на соревнованиях Соединенных Штатов.

## Обучение и лётная школа
Будучи ученицей старшей школы, Фанк хотела пройти курсы механического рисования и автомеханики, но, поскольку она была девочкой, ей разрешили посещать только такие курсы, как домоводство. Разочаровавшись, Фанк рано бросила школу в возрасте 16 лет и поступила в Стивенс-колледж в Колумбии, штат Миссури. Фанк стала участницей «Flying Susies» и заняла первое место в своём классе из 24 лётчиков. Она закончила обучение в 1958 году, получив лицензию пилота и степень кандидата гуманитарных наук.
Фанк продолжила обучение, чтобы получить степень бакалавра наук в области среднего образования в Государственном университете Оклахомы, привлечённую туда в первую очередь благодаря их знаменитой программе «Летающие средства». Во время учёбы в OSU Фанк получила большое количество оценок по авиационному приборостроению и обучению, включая коммерческие, одномоторные наземные, многомоторные наземные, одномоторные морские, приборные, оценки лётного инструктора и всех наземных инструкторов. Фанк была избрана офицером «Flying Aggies» и летала за них на Международных университетских авиационных встречах. Два года подряд она получала награды «Выдающаяся женщина-пилот», «Лучший пилот Летающего Агги» и «Мемориальный трофей Альфреда Альдера».
В 1964 году её работа в авиации была признана, когда она стала самой молодой женщиной в истории колледжа Стивена, получившей награду за достижения выпускников.

## Авиационная карьера
В 20 лет Фанк стала профессиональным авиатором. Её первая работа была в Форт Силл, Оклахома, в качестве гражданского летного инструктора унтер-офицеров и офицеров армии США. Фанк была первой женщиной-инструктором на военной базе США. Осенью 1961 года она устроилась на работу сертифицированным летным инструктором, чартером и старшим пилотом в авиационной компании в Хоторне, Калифорния.
В 1968 году Фанк получила свой рейтинг авиаперевозчиков, став 58-й женщиной в США, получившей это звание. Она подала заявку в три коммерческие авиалинии, но, как и другим квалифицированным пилотам-женщинам, ей отказали из-за пола.
В 1971 году Фанк получила рейтинг летного инспектора Федерального управления гражданской авиации (FAA), став первой женщиной, прошедшей курс Академии инспекторов авиации общего назначения FAA, который включает процедуры сертификации пилотов и летных испытаний, управление авариями и нарушениями. Она проработала четыре года в FAA в качестве полевого экзаменатора, став первой женщиной, которая сделала это. В 1973 году её повысили до FAA SWAP (Программа анализа достоинства систем) в качестве специалиста, став первой женщиной в Соединенных Штатах, занявшей эту должность. В конце ноября 1973 года Уолли снова поступил в Академию FAA, чтобы пройти курсы, связанные с авиатакси, чартерными рейсами и арендой самолётов.
В 1974 году Фанк была нанята Национальным советом по безопасности на транспорте (NTSB) в качестве первой женщины -следователя по безопасности полетов. Фанк расследовала 450 происшествий, от возможного удара толпы до аварии в морге со смертельным исходом. Она сделала открытие, что у людей, погибших в авиакатастрофе, часто сбрасываются украшения, обувь и одежда.
Параллельно Фанк участвовала во многих воздушных гонках. Она заняла 8-е место в 25-й ежегодной гонке Powder Puff Derby, 6-е место в Pacific Air Race и 8-е место в Palms to Pines Air Race. 16 августа 1975 года она заняла второе место в женской гонке Palms to Pines All Women Air Race из Санта-Моники, Калифорния, в Индепенденс, Орегон. 4 октября 1975 года, управляя своей красно-белой Citabria, Уолли выиграла Pacific Air Race из Сан-Диего, Калифорния, в Санта-Роза, Калифорния, против 80 участников.
Фанк ушла в отставку с должности следователя по безопасности полетов в 1985 году, проработав 11 лет. Затем она была назначена советником по безопасности FAA и стала известным инструктором пилотов и докладчиком по вопросам безопасности полетов. В 1986 году она была основным докладчиком от США на Всемирном конгрессе по авиационному образованию и безопасности полетов. В 1987 году Фанк была назначен старшим пилотом авиационного колледжа Эмери, Грили, штат Колорадо, и курировала все летные программы для 100 студентов, от рядового до инструктора по многодвигательному полету и рейтингового вертолета.
Фанк была главным пилотом пяти авиационных школ по всей стране. На сегодняшний день в качестве профессионального летного инструктора она обучила более 700 студентов и провела через 3000 частных, коммерческих, многомоторных, гидросамолетов, планеров, приборов, CFI, Al и пилотов воздушного транспорта.

## Космическая карьера

### Mercury 13
В феврале 1961 года Фанк вызвалась участвовать в программе «Женщины в космосе». Программой руководил Уильям Рэндольф Лавлейс и поддерживал НАСА, хотя не было официальной государственной спонсорской поддержки. Фанк связалась с Лавлейс, подробно рассказав о её опыте и достижениях. Несмотря на то, что Фанк была моложе возрастного диапазона 25-40 лет, её пригласили принять участие. Были приглашены 25 женщин, 19 — зачислены, 13 — закончили, в том числе Фанк, которая в 21 год была самой молодой. На некоторых тестах она набрала больше очков, чем Джон Гленн. СМИ окрестили группу «Меркурий 13», отсылка к Mercury 7.
Как и другие участники программы, Фанк была подвергнута строгим физическим и психологическим испытаниям. В одном из испытаний добровольцев поместили в резервуары для сенсорной депривации. Фанк находилась в резервуаре без галлюцинаций 10 часов 35 минут, что является рекордом. Она прошла испытания и получила право на полет в космос. Её результат был третьим в программе Mercury 13. Несмотря на это, программа была отменена до того, как женщины должны были пройти последний тест.
После отмены программы Mercury 13 Фанк стала послом доброй воли.

### Более поздняя карьера
Фанк продолжала мечтать о полётах в космос. Когда в конце 1970-х НАСА наконец начало принимать женщин, Фанк подала заявку трижды. Несмотря на её впечатляющие достижения, ей отказали из-за отсутствия инженерного образования или опыта работы в качестве лётчика-испытателя.
В 1995 году подполковник А. Эйлин Коллинз стала первой женщиной, которая пилотировала космический шаттл в космос; Фанк была слишком стара, чтобы претендовать на звание пилота космического корабля к тому времени, когда им стала Коллинз. Фанк и шесть других членов «Mercury 13» были приглашены Коллинз на запуск, и НАСА провело для них закулисную VIP-экскурсию по комплексу Космического центра Кеннеди.
В 2012 году она вложила деньги в то, чтобы одной из первых полететь в космос через Virgin Galactic. Деньги на перелет поступили из собственных гонораров Фанк за книги и фильмы, а также из семейных денег.
1 июля 2021 года Blue Origin объявила, что Фанк отправится в первый пилотируемый рейс на New Shepard. Она будет частью экипажа из четырёх человек, включая Джеффа Безоса и его брата.
20 июля 2021 года полёт успешно состоялся. Вместе с Фанк суборбитальный полёт совершили ещё три пассажира — миллиардеры Джефф Безос, Марк Безос и 18-летний Оливер Дамен.
Также 82-летняя Фанк стала самым старым участником космического полёта в истории космонавтики, побив продержавшийся почти четверть века рекорд Джона Гленна, совершившего полёт в возрасте 77 лет в 1998 году (на борту STS-95).

## Личная жизнь
В настоящее время Фанк живёт в Роаноке, штат Техас. Она увлекается спортом и реставрирует старинные автомобили, в коллекцию которых входит Hooper Silver Wraith 1951 года.
У неё более 19 000 лётных часов и по состоянию на 2019 год по-прежнему летает каждую субботу инструктором.

## Награды и почести
- В 1964 году Фанк стала самой молодой женщиной в истории колледжа Стивена, получившей награду за достижения выпускницы[5].
- В 1965 году Фанк была выбрана одной из выдающихся молодых женщин Америки «в знак признания её выдающихся способностей, достижений и служения своему сообществу, стране и профессии»[4].
- В 2012 году снимала историю своей жизни для Музея путешествий и космонавтики.
- В 2017 году имя Уолли Фанк было вписано на Стену почета Смитсоновского национального музея авиации и космонавтики «в знак признания вашего вклада в наше наследие в области авиации и исследований».
- Фанк внесена в список «Кто есть кто в авиации».